# الجزيرة الإسمنتية (رواية)
الجزيرة الإسمنتية Concrete Island هي رواية للكاتب الإنجليزي جيه جي بالارد، نشرت عام 1974، عن دار نشر جوناثان كيب.